# William Bullitt
William Christian Bullitt, född 25 januari 1893, död 15 februari 1967, var en amerikansk diplomat.
Bullitt ingick 1917 i diplomattjänst, var 1919 medlem av den amerikanska delegationen till Paris och sändes samma år av Woodrow Wilson på speciellt uppdrag till Moskva. Emellertid kom en brytning mellan Bullitt och Wilson, sedan Bullitt skarpt kritiserat presidentens utrikespolitik. Sedan Bullitt lämnat diplomatbanan ägnade han sig åt, bland annat att förvalta sin stora förmögenhet och författarverksamhet. Efter Franklin D. Roosevelts val till president återvände han till utrikespolitiken, var 1933 delegat vid ekonomiska världskongressen i London, blev samma år ambassadör i Moskva, varifrån han 1936 flyttades till Paris. Under andra världskrigets förspel och tidiga skede spelade Bullitt en betydelsefull roll, i det att han rådde västmakterna att inta en hårdare roll mot Hitler och var en ivrig anhängare för amerikanskt stöd på de allierades sida. Efter Paris fall 1940 blev Bullitts ställning vansklig men han förblev fram till november 1940 i Vichy då han ersattes av amiral William D. Leahy. Han innehade därefter olika diplomatiska och administrativa uppdrag, bland annat som biträdande marinminister.